# Máu chó lá dày
Knema pachycarpa là loài thực vật thuộc họ Nhục đậu khấu. Đây là loài đặc hữu của Việt Nam.